# Beuchat
Beuchat International, poznan kot Beuchat, je francosko podjetje, ustanovljeno leta 1934 v Marseillu. Je svetovni voditelj v oblikovanju, proizvodnji in trženju potapljaške opreme.

## Posel
Beuchat ima trenutno 3 glavna področja proizvodnje:
- Potapljanje: rekreativno, profesionalno in vojaško
- Podvodni ribolov in prosto potapljanje (apnea)
- Potapljanje na dah

## Zgodovina
Podjetje je leta 1934 ustanovil g. Georges Beuchat, potomec švicarske urarske družine. Beuchat je bil podvodni pionir in soustanovitelj Francoske Podvodne Federacije leta 1948.
Med svojo 75 letno zgodovino je podjetje izmenjalo več različnih imen: Pêche Sport, Beuchat, Beuchat Sub in Beuchat International.
Georges Beuchat je leta 1982 prodal podjetje družini Alvarez de Toledo, od leta 2002 pa je v lasti družine Margnat.
Beuchat je mednarodno podjetje. Že od začetka je Georges Beuchat silil preko meja Francije in takoj začel prodajati izdelke po vsem svetu. V 70ih je kreiral logotip mečarice, ki še zdaj krasi vsak njihov izdelek.

Beuchat že 75 let vpliva na podvodne aktivnosti s svojim dizajnom, kreacijami in prodajo novih izdelkov.

## Beuchat-jev kronološki razvoj
- 1947: Tarzan podvodna puška
- 1948: Površinska boja
- 1950: Tarzan ohišje za kamero
- 1950: Tarzan mečni nož
- 1953: Izotermična mokra obleka
- 1958: Compensator (maska z enojnim steklom)
- 1960: Espadon nervure plavuti
- 1963: Tarzan mokra obleka
- 1964: Jetfins (prve plavuti z režo, v prvih letih jih je bilo prodano več kot 100.000[2]
- 1975: Marlin podvodna puška
- 1978: Atmos regulator
- 1985: Lyfty boja
- 1986: Distribucija Aladin računalnikov
- 1990: Cavalero kupovanje
- 1993: Oceane boja
- 1998: CX1, prvi francoski potapljaški računalnik (Comex algoritem, potrjen s strani francoskega ministrstva za delo)
- 2001: Mundial plavuti za podvodni ribolov
- 2007: Focea Comfort II mokra obleka
- 2007: Power Jet plavuti
- 2008: Kompenzator plovnosti Masterlift Voyager
- 2009: VR 200 Evolution regulator
- 2009: 75. obletnica znamke. V omejenem številu bodo izdali Anniversary potapljaško oblekoJetfins z nastavljivim trakom

## Beuchat podvodni ribolov
Od ustanovitve naprej je bil Beuchat vodilni v svetu kot izdelovalec opreme za podvodni ribolov  in je prejel številna francoska in mednarodna priznanja in nagrade s tekmovalci, kot so Pedro Carbonell, Sylvain Pioch, Pierre Roy, Ghislain Guillou in Vladimir Dokuchajev.

## Razno
- Georges Beuchat je prejel leta 1961 Izvozno nagrado
- Logo podjetja Scubapro: ‘S’ je bil prirejen iz Beuchajevega ‘Souplair’ regulatorjaregulator Beuchat Souplair 1964